# Stanley Williams
 (décembre 2014).
Si vous disposez d'ouvrages ou d'articles de référence ou si vous connaissez des sites web de qualité traitant du thème abordé ici, merci de compléter l'article en donnant les références utiles à sa vérifiabilité et en les liant à la section « Notes et références ».
Stanley « Tookie » Williams, né le 29 décembre 1953 à Shreveport en Louisiane et exécuté le 13 décembre 2005 au pénitencier de Saint Quentin en Californie, est une icone du gang des Crips, un gang de rue créé dans le quartier de South Central à Los Angeles à la fin des années 1960. Reconnu coupable en 1979 du meurtre de quatre personnes, un couple taïwanais et leur fille, et un employé d'une supérette dans une affaire distincte, il est condamné à mort. 
Devenu écrivain, auteur pour la jeunesse et militant anti-gang pendant ses années en prison, il est exécuté par injection létale après que sa grâce a été refusée par le gouverneur de Californie Arnold Schwarzenegger.

## Biographie
Il est l'une des plus grandes figures, au côté de Raymond Washington, du gang des Crips.
Williams est accusé, inculpé et reconnu coupable pour le meurtre d'Albert Owens, d'un couple et de leur fille : Tsai-Shai Yang, Yen-I Yang, Yee Chen Lin en 1979 pendant deux cambriolages. Bien qu'ayant toujours clamé son innocence dans ces assassinats, et ayant été inculpé à la suite de témoignages d'autres personnes ayant participé à ces faits, mais bénéficiant de réductions de peines et ayant évité la peine capitale en échange d'un témoignage en défaveur de Williams, il est condamné à la peine capitale en 1981. Dans le couloir de la mort, il milite dès les années 1990 pour la non-violence et la paix depuis sa cellule. C'est un véritable travail sur lui-même que « Tookie » effectue dans sa cellule en isolement pendant près de 6 ans, dans sa prison avec un long apprentissage sur les valeurs humaines et philosophiques. Il apprend le latin et les textes saints. Williams en conclut que pour stopper cette folie meurtrière qui sévit dans les ghettos américains, ce sont les enfants qu'il faut éduquer dans la non-violence et le respect des valeurs humaines dès leur plus jeune âge. Tookie avait été entraîné dans une violence impitoyable dès l'âge de 9 ans. Dès lors, il voue sa vie à « éviter que d'autres ne tombent ici ».  
Il se met à écrire une série de livres pour enfants. Le travail de Tookie est remarqué tout autour de la planète et ses livres sont traduits dans des dizaines de langues. Tookie est même nommé pour le prix Nobel de la paix et remarqué par des personnalités éminentes tel que Winnie Mandela l'épouse de Nelson Mandela qui lui rend visite et le félicite pour son œuvre. Williams réussit même grâce à une vidéo enregistrée depuis sa prison à faire instaurer une trêve entre les deux gangs les plus puissants de Los Angeles : les Crips et les Bloods, mettant fin à une décennie de violence ayant entraîné la mort de 10 000 jeunes dans la région de Los Angeles. 
Son exécution a lieu le 13 décembre 2005 à 0 h 35 (heure locale), par injection létale à la prison d'État de Saint Quentin en Californie, après le rejet la veille de sa demande en grâce auprès du gouverneur de Californie Arnold Schwarzenegger et que la Cour suprême des États-Unis et de celle de Californie ont tous les deux rejeté ses appels. 
Son exécution déclenche une vive controverse aux États-Unis. Il est soutenu par une partie de la communauté noire américaine et de nombreuses célébrités, dont le chanteur Snoop Dogg, Joan Baez et le révérend Jesse Jackson. Arnold Schwarzenegger a toujours affirmé être un partisan de la peine de mort.
Dans ses dernières volontés, Williams demande qu'aucune émeute ne soit déclenchée en réaction à son exécution. Ses cendres sont dispersées dans un lac du parc Thokoza dans la ville de Soweto, en Afrique du Sud.
Williams est le douzième exécuté en Californie depuis le rétablissement de la peine de mort dans cet état en 1977, et le 1003e aux États-Unis depuis 1976 quand elle fut de nouveau autorisée par la Cour suprême.

## Filmographie
- Un film retrace son histoire, réalisé en 2004 par le réalisateur Vondie Curtis-Hall : Redemption: The Stan Tookie Williams Story, avec Jamie Foxx (dans le rôle de "Tookie"), Lynn Whitfield et Lee Thompson Young.